# Лаврентьево (Вологодский район)
Лаврентьево — деревня в Вологодском районе Вологодской области.
Входит в состав Кубенского сельского поселения (с 1 января 2006 года по 8 апреля 2009 года входила в Высоковское сельское поселение), с точки зрения административно-территориального деления — в Высоковский сельсовет.
Расстояние до районного центра Вологды по автодороге — 73 км, до центра муниципального образования Кубенского по прямой — 28 км. Ближайшие населённые пункты — Дулово, Демино, Ефимово, Кривое, Бабик, Долматово, Кринки, Никулино, Борисоглебское, Ермолово, Поповское, Мынчаково.
По переписи 2002 года население — 2 человека.